# Bordure (cyclisme)
Pour les articles homonymes, voir Bordure.
La bordure est, en cyclisme, un groupe de coureurs séparés des autres à cause d'une soudaine accélération en tête de peloton. 

Vue schématique aérienne de la disposition de l'éventail et de la bordure

Si le vent arrive de côté ou de 3⁄4 face, un groupe de coureurs en tête de peloton se dispose en éventail (jusqu'à la bordure de la chaussée) de sorte qu'un coureur suivant l'éventail ne peut plus profiter du coureur précédent pour s'abriter du vent. Si le groupe de coureurs en éventail accélère brusquement, les coureurs suivant directement l'éventail se retrouvent en file indienne, derrière la queue de l'éventail, et ne sont donc plus protégés du vent. Dans ces conditions, il est très difficile de suivre le rythme, ce qui provoque une ou plusieurs cassures au sein du peloton. 
Le coup de bordure peut servir plusieurs objectifs, comme la victoire de la course ou la mise en difficulté de concurrents directs, à l'image par exemple de Thibaut Pinot dans l'étape Saint Flour - Albi, du Tour de France 2019, rejeté à 1 min 40 s du maillot jaune, ainsi que de nombreux favoris du Tour comme Alberto Contador, dans l'étape de Zélande en 2015,.